# Dulces ante omnia Musae
Dulces ante omnia Musae (Boven alles, de zoete Muzen) was een dichtgenootschap in de Nederlandse stad Utrecht dat als een van de eerste genootschappen vond dat kunst uit inspiratie kwam en niet uit noeste arbeid. 

## Oprichting
Dulces, zoals het genootschap werd genoemd, is in 1759 opgericht door enkele theologische en juridische studenten van de Utrechtse Hogeschool. Dichtgenootschappen gaan er dan nog van uit dat schrijven en dichten een ambacht is dat men zich met voldoende oefening eigen kan maken. Zo had het dichtgenootschap in Leiden de lijfspreuk Kunst wordt door arbeid verkregen
Al hoewel het genootschap begint als een bijna wetenschappelijk club komt daar rond 1780 als Jacobus Bellamy lid wordt, verandering in. Samen met mensen als Jan Hinlopen, Joannes Petrus Kleyn, Willem Carp, Sebald Fulco Rau, Willem Anthony Ockerse en Adrianus Uyttenhooven vormen ze binnen Dulces een eigen clubje en noemen zichzelf De Genialische Vrienden of De Keurelingen. Dankzij hun invloed wordt het taalgebruik luchtiger.

## Ledenlijst
De ledenlijst van Dulces bevat vele namen van mensen die een belangrijke rol spelen in Utrecht, maar ook in Nederland. Onder de leden vinden we namen als Jacobus Bellamy, Hieronymus van Alphen, Meinard Tydeman, Herman Tollius, IJsbrand van Hamelsveld, Joannes Petrus Kleijn, Philips Ram en Cornelis van Lennep
Dat het om een vooruitstrevend gezelschap ging blijkt ook wel uit het feit dat er in al in 1782 een vrouw (Catharina Louisa Cluizenaar-Craeyvanger) op de ledenlijst staat, terwijl het Provinciaal Utrechtsch Genootschap pas in 1895 de eerste vrouwelijke leden (jonkvrouw Jeltje de Bosch Kemper en dr. Catharine van Tussenbroek) krijgt.